# Vol Alaska Airlines 1282
Le 5 janvier 2024, le Boeing 737 Max 9 assurant le vol Alaska Airlines 1282, un vol intérieur reliant Portland à Ontario, aux États-Unis, doit effectuer un atterrissage d'urgence après avoir perdu une porte. L'accident ne fait que des blessés légers.

## Avion

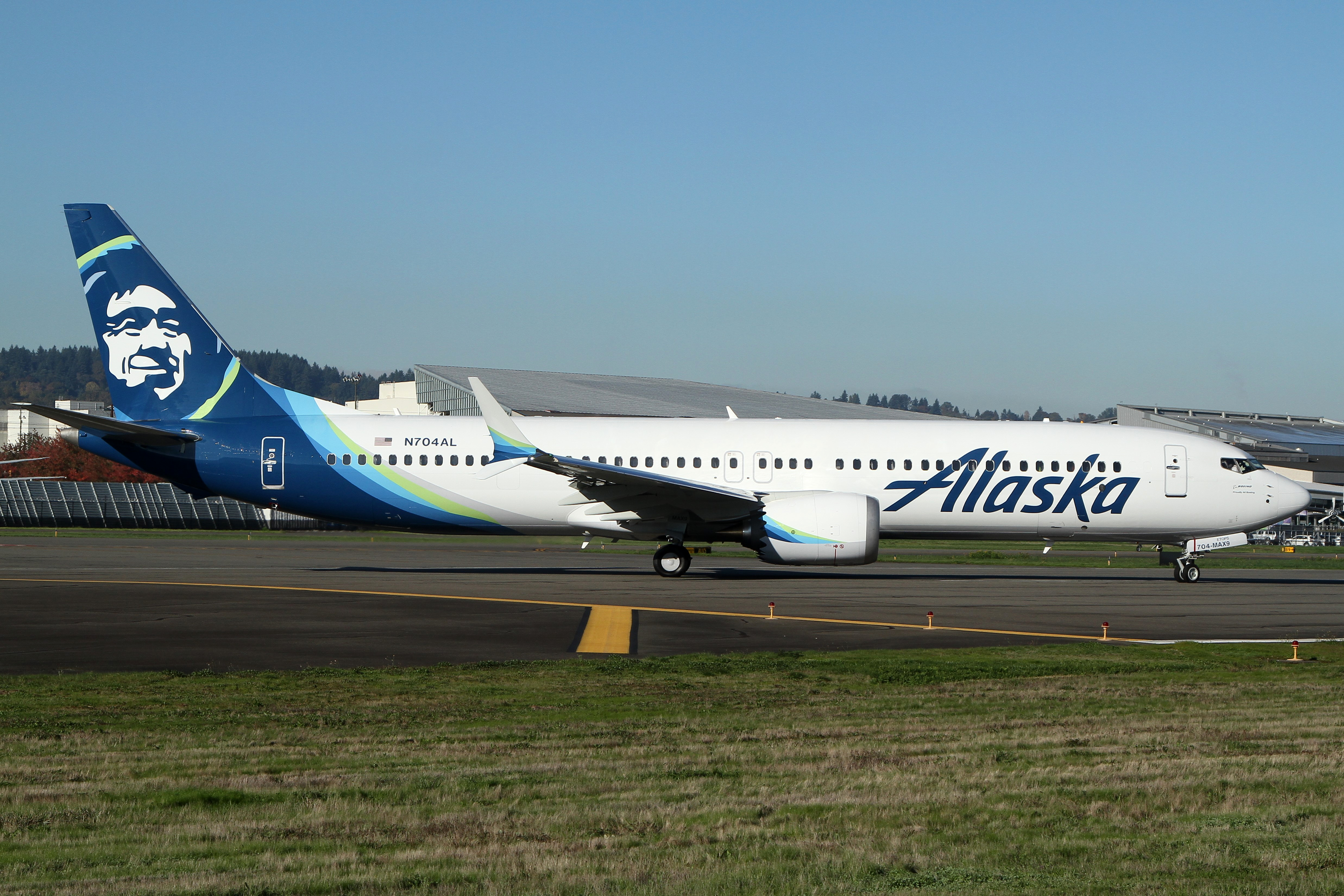
Le 737 MAX 9 impliqué (N704AL), ici photographié le 28 octobre 2023, trois mois avant l'accident.

L’appareil accidenté est un Boeing 737 Max 9, immatriculé N704AL. L'avion est neuf, fabriqué dans l'usine Boeing de Renton, sa mise en service remonte au 11 novembre 2023, soit moins de deux mois avant l'accident.

## Accident
Le vol intérieur d'Alaska Airlines 1282 entre l'aéroport international de Portland (Oregon) et l'aéroport international d'Ontario (Californie), aux États-Unis, transporte 171 passagers et 6 membres d'équipage.
Six ou sept minutes après le décollage, le Boeing 737 Max doit effectuer un atterrissage d'urgence après la perte d'une porte.

## Enquête du NTSB

### Exploitation des enregistreurs de vol
L'avion est équipé d'un CVR (enregistrement phonique du cockpit), qui a une capacité de 2 heures d’enregistrement audio. Cet enregistrement démarre dès la mise sous tension de l'avion et se poursuit jusqu'à sa mise hors tension ou par une désactivation manuelle. À la suite de l’atterrissage, le CVR n’ayant pas été désactivé, l'enregistrement audio du vol accidenté a été écrasé.
L'avion est équipé d'un FDR (enregistreur des paramètres de vol), qui a une capacité de 25 heures d'enregistrement. Les paramètres enregistrés pendant ce vol sont déchargés ; ils indiquent les informations suivantes :
- 17 h 6 min 47 s : l'avion décolle de l’aéroport international de Portland ;
- 17 h 12 min 33 s : chute de la pression de la cabine, l’alerte « Pressurisation cabine » se déclenche, la pression différentielle (entre l’intérieur et l’extérieur de la cabine) s’annule pendant les secondes qui suivent ;
- 17 h 13 min 41 s : l'avion, qui a continué sa montée, atteint l’altitude maximale de 16 320 pieds et entame sa descente ;
- 17 h 16 min 56 s : l'avion entame un virage à gauche ;
- 17 h 17 min 0 s : l'avion est maintenant en dessous des 10 000 pieds ;
- 17 h 26 min 46 s : l'avion a atterri sur la piste de l’aéroport international de Portland.

(Les temps sont donnés en heure locale).

### Analyse
Les Boeing 737 peuvent être équipés de quatre ou six portes pour entrer et sortir de l’avion. Il y a deux portes à l’avant (une à droite et une à gauche) et deux à l’arrière (de part et d'autre également). Le Boeing 737 peut aussi être équipé avec deux portes supplémentaires en milieu de carlingue (l’expression anglaise est Mid Exit Door ou encore MED). Ces portes ne sont pas obligatoires ; quand elles ne sont pas installées, elles sont remplacées par un obturateur (l’expression anglaise est Plug). L'avion d'Alaska Airlines n'est pas équipé de ces portes, mais de ces obturateurs. Lors de l’accident, l'obturateur de gauche (bâbord) s’est arraché.

Le rapport préliminaire du NTSB décrit l’installation du bouchon de cette façon : 

« L'obturateur de la porte de sortie intermédiaire est principalement fabriqué en aluminium et installé dans le fuselage au moyen de deux ferrures de guidage supérieures et de deux ferrures de charnière inférieures. Les deux ferrures de guidage supérieures [...] s'engagent dans deux galets de guidage supérieurs fixés sur les côtés supérieurs de l'ouverture du fuselage. Deux ferrures de guidage de charnière inférieures [...] s'engagent dans les deux ferrures de charnière inférieures […]. Une fois l'obturateur en place, il est bloqué verticalement par quatre boulons. Un boulon traverse chaque ferrure de guidage supérieure et chaque ferrure de charnière inférieure. »

La conclusion des constatations post-accident de ce rapport préliminaire indique : 

« Dans l’ensemble, les schémas de dommages observés et l’absence de dommages de contact ou de déformation autour des trous associés aux boulons d’arrêt de mouvement vertical et aux boulons de la voie de guidage supérieure — dans les ferrures de guidage supérieures, les ferrures de charnière et la ferrure de guidage de charnière inférieure arrière récupérée — indiquent que les quatre boulons qui empêchent le mouvement vers le haut de l'obturateur de la porte de sortie intermédiaire manquaient avant que l'obturateur de la porte de sortie intermédiaire ne se déplace vers le haut, hors des patins d’arrêt. »

Dans ce même rapport, le NTSB fournit la description, lors de la fabrication de cet avion, des interventions qui ont eu lieu sur cet obturateur. Le 1er septembre 2023, il est noté que « cinq rivets sont endommagés sur le cadre de l’élément de la structure de la carlingue devant l'obturateur de la porte de sortie intermédiaire gauche ». Les rivets sont remplacés le 19 septembre 2023 par le personnel de Spirit AeroSystems. Le remplacement des rivets endommagés nécessite l'ouverture de l'obturateur, il faut donc « retirer les deux boulons d'arrêt du mouvement vertical et les deux boulons du rail de guidage supérieur ». À la suite de cette intervention, « des photos obtenues auprès de Boeing montrent que l'obturateur de la porte de sortie intermédiaire gauche était fermé sans aucun matériel de retenue (boulons) ».

## Réactions

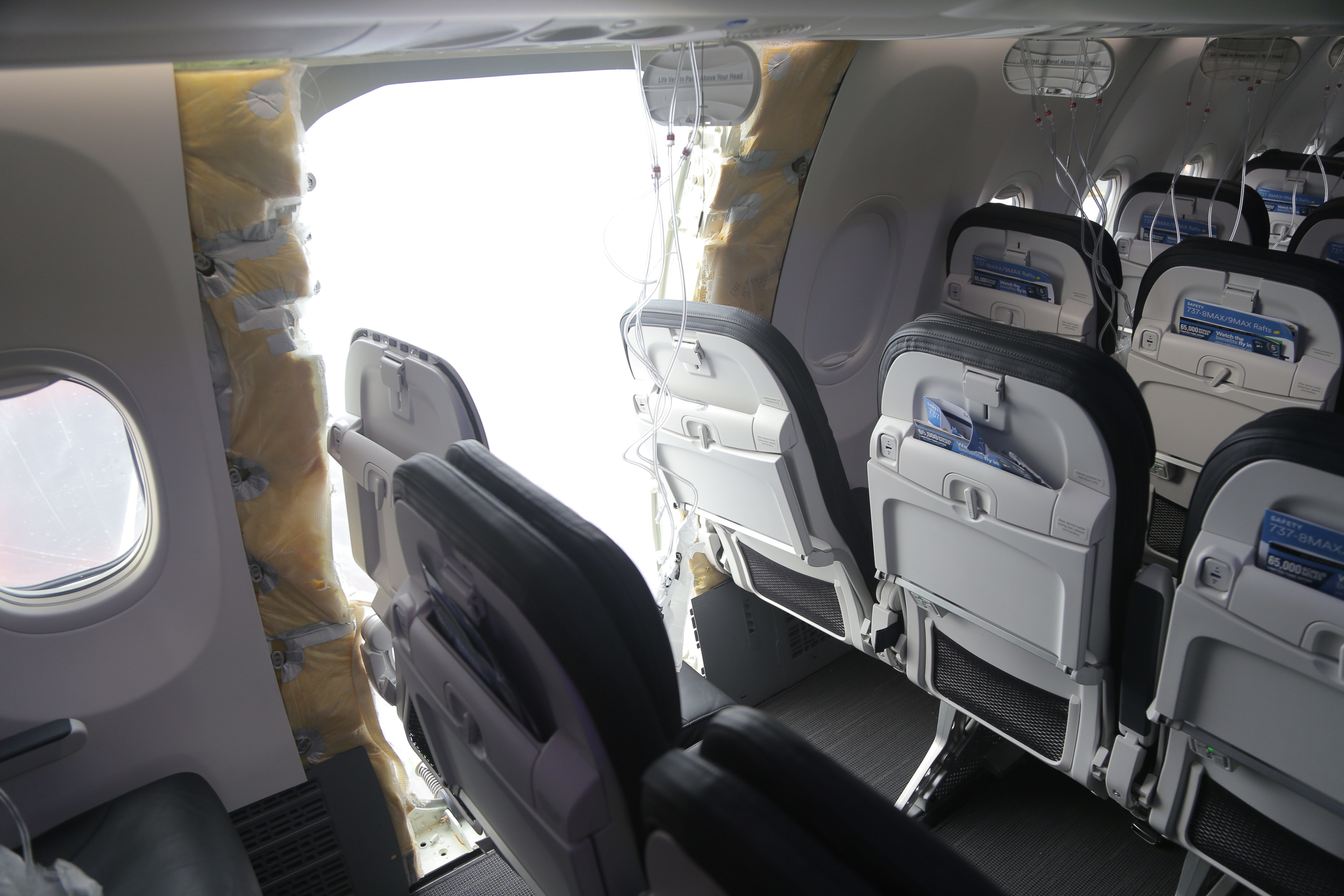
Vue de l'intérieur de l'avion après la perte d'une porte d'évacuation en vol.

La Federal Aviation Administration (FAA) ordonne l’immobilisation temporaire des 171 Boeing 737 Max 9 des compagnies sur le territoire américain. Plusieurs compagnies aériennes hors des États-Unis font de même. Le 12 janvier 2024, la Federal Aviation Administration annonce l'ouverture d'une enquête concernant Boeing.
À la suite de cette enquête, des actions d'amélioration de qualité sont entreprises à la fois chez Boeing et chez son sous-traitant, Spirit AeroSystems,.
L'une des conséquences pour l'usine de production de Boeing à Renton est le plafonnement de la cadence de production des avions, imposée par la Federal Aviation Administration (FAA),,.
En juin 2025, l'Agence américaine de sécurité dans les transports (NTSB) confirme que des défaillances de Boeing sont la « cause probable » de l'incident d'Alaska Airlines. Dans un rapport préliminaire, la NTSB avait déjà révélé que quatre boulons prévus pour fixer cette pièce au fuselage manquaient. L'enquête a établi - ce qui a été confirmé par Boeing - « qu'ils avaient été retirés pendant l'assemblage final du fuselage à son usine de Renton par du personnel non habilité, opération qui de surcroît n'avait pas été documentée et qui a donc échappé aux contrôles ». De plus, dans ce rapport, il est indiqué « l'inefficacité de la FAA à surveiller le respect des contrôles de conformité et ses activités en termes d'audits ». L'Agence américaine de sécurité dans les transports (NTSB) a émis des recommandations pour Boeing et pour la FAA.

## Lanceur d'alertes
À la suite de cet incident, le lanceur d'alerte John Barnett émet de nouveaux avertissements concernant la culture de travail et la sécurité des véhicules de Boeing. Il est retrouvé mort peu après, le 9 mars 2024.
Le 30 avril 2024, un autre lanceur d'alerte, Joshua Dean, meurt emporté en moins de deux semaines par une infection soudaine à propagation rapide. Ancien contrôleur qualité chez Spirit AeroSystems, fournisseur d'éléments de carlingue, pour Boeing, il était l’un des premiers à affirmer que la direction de ce fabricant de pièces d’avion avait tenté de dissimuler des défauts de fabrication des Boeing 737 Max,,,.